# Gerhard Derbitz
Gerhard Derbitz (* 30. Dezember 1924 in Stettin, Provinz Pommern; † 1. September 2004 in Rostock, Mecklenburg-Vorpommern) war ein deutscher Lehrer, Schriftsteller und mehr als 14 Jahre lang Berufsschuldirektor der Rostocker Neptun Werft.

Gerhard Derbitz vor seinem letzten Wohnsitz, in der Turkuer Straße in Rostock Lütten Klein

Als Schriftsteller verfasste er u. a. Kriminalliteratur und Science-Fiction Literatur. Nach Kriegsdienst während des Zweiten Weltkriegs von 1942 bis 1945 umfasste sein berufliches Leben Arbeit als Kraftfahrzeughandwerker, Brandmeister, Schiffsmaschinenmonteur, Techniker des Maschinenbaus, Maschinenbauingenieur, Diplomgesellschaftswissenschaftler und Lehrers.

## Leben
Derbitz wuchs bei seinen Großeltern im Stettiner Ortsteil Torney im Norden von Stettin in ärmlichen Verhältnissen auf. Er wurde in der sechsten Klasse nach eigenen Angaben als einziger Arbeiterjunge als Förderschüler in die Barnim-Mittelschule aufgenommen. 1938 wurde er Zeuge, wie die Synagoge in Stettin von den Nationalsozialisten angezündet wurde.
Nach Abschluss der Volksschule lernte er den Beruf des Kraftfahrzeughandwerkers in Stettin, wo er u. a. an Zylinderbohrwerken und am Zerlegen von Motoren arbeitete. Die Lehre konnte nicht abgeschlossen werden, da er im Dezember 1942 nach Kiel zur Kriegsmarine eingezogen wurde. Er war zu diesem Zeitpunkt bereits Mitglied der Arbeitsgemeinschaft „Freiwilliger Wehrfunk Gruppe Marine“. Seine Gesellenprüfung in Stettin konnte er mithilfe von Sonderurlaub abschließen. Danach wurde Derbitz in der Marinenachrichtenschule in Aurich eingesetzt. Derbitz grub in Aurich 1943 im Bombenhagel Leichen, aber auch Geldkassetten für Geschäftsleute aus dem Schutt. Nach dieser Zeit wurde er zum Marinenachrichtenoffizier befördert. Ein Bordeinsatz auf dem Peil- und Vermessungsboot „Japsand“ bis Anfang 1944 folgte. Ab Mai 1944 war Derbitz aufgrund der Werftliegezeit der „Japsand“ an Bord des Peilbootes „Dagö“ im Einsatz.
Das Peilboot lief auf eine Mine. Derbitz war hier unmittelbar Zeuge beim Untergang und überlebte als einer von sieben Männern der 22-köpfigen Besatzung.
Derbitz wurde nach drei Tagen aus dem Lazarett entlassen und nach Neustettin zur Land- und Seevermessung abkommandiert. Dort verfasste er einen Brief an seine Großeltern in Stettin, da ein Besuch geplant war. Dieser Brief wurde als Verletzung der Geheimhaltung, Beunruhigung der Heimat und Zersetzung der Wehrkraft ausgelegt. Dieser Umstand wurde dem Kriegsgericht in Gotenhafen (Gdingen) mitgeteilt. Kurz darauf wurde Derbitz in einem längeren Truppentransport über Swinemünde und Aachen nach Mechelen eingesetzt. Dort erhielt er aufgrund der Minenexplosion das Kriegsabzeichen für Minensuch-, U-Boot-Jagd- und Sicherungsverbände.
Von Zwolle aus wurde er in Arnhem an der John-Frost-Brücke als Nachrichtentruppführer eingesetzt, da eine 250 Meter lange Feldtelefonleitung gestört war. Dort wurde Derbitz erneut verletzt und erhielt das Eiserne Kreuz 2 und eine Beförderung zum Maat.

### Desertion und Ende der Kriegszeit (1945)
Derbitz wurde anschließend von der Stadt Arnhem in der Gemeinde Den Helder eingesetzt. Hier erlebte er Schiffsuntergänge an der Pier. Er wurde Zeuge, wie in der militärischen Sperrzone ein Niederländer erschossen wurde, obwohl eine Kontrolle an einer Sperrlinie möglich gewesen wäre. Auf einer Dienstreise von Den Helder nach Amsterdam im Januar 1945 war er Zeuge, wie zehn Niederländer an einem Galgen gehängt wurden. Durch den Kontakt mit einem Deutsch sprechenden Holländer wurde Derbitz auch an die Judenverfolgung in seiner Heimatstadt Stettin erinnert und erhielt mündlich eine Adresse, falls er Hilfe benötigte. Im Februar 1945 desertierte Derbitz und suchte den Deutsch sprechenden Holländer auf. Durch diesen Helfer hatte er Kontakt mit den Niederländisch-Binnenländischen Streitkräften (NBS). Derbitz war nun im antifaschistischen Widerstand in Amsterdam Süd registriert. Hier erlebte Gerhard unter Hungersnot auch die Bedingungslose Kapitulation der Wehrmacht. Derbitz wurde als ehemaliger Angehöriger der deutschen Wehrmacht des Landes verwiesen und in ein Kriegsgefangenenlager in Ijmuiden gebracht. Hier wurde er auf eine mögliche Desertierung angesprochen, da er in zivil gekleidet war und kein Soldbuch hatte. Am 7. Juli 1945 ergriff Derbitz aus Furcht vor einem Kriegsgericht die Flucht in Richtung Amsterdam, die u. a. durch ein Minenfeld führte. In Amsterdam kam Derbitz wieder bei NBS-Angehörigen unter, der Versuch einer Aufenthaltsgenehmigung scheiterte und er wurde erneut abgeholt in Richtung Ijmuiden. Hier gab es keine deutsche Lagerpolizei und kein Kriegsgericht mehr. Später erfuhr Derbitz, dass in dieser Zeit tatsächlich (von Seite des alliierten Kontrollrates) die Handlungen von deutschen Kriegsgerichten und Tötungen geduldet wurden. Derbitz wurde nun nach Wilhelmshaven mit ca. 150 Kriegsgefangenen gebracht. Er kam nicht direkt in Wilhelmshaven unter, sondern zunächst auf einem Bauernhof an. Im August 1945 wurde Derbitz schließlich nach Wilhelmshaven gebracht. Hier konnte er sich ein Notsoldbuch mit Lübeck als Heimatort ausstellen, da Kriegsgefangene in der Sowjetzone in Kohlebergwerken arbeiten mussten.

### Nachkriegszeit in Lübeck (1945)
Derbitz wurde am 6. September 1945 in Richtung Lübeck entlassen. Hier hoffte er, endlich seine Angehörigen wieder zu sehen, obwohl Stettin nun polnisches Staatsgebiet war und eine Rückkehr hierhin unmöglich war. Derbitz kam hier in einem Luftschutzbunker unter. In Lübeck wurde Obdachlosen – wie Derbitz – eine Arbeit verwehrt. Wer keine Arbeit hatte, bekam keine Wohnung und damit auch keine Lebensmittelkarte. Derbitz handelte mit seinen Habseligkeiten auf dem Schwarzmarkt, um vier bis sechs Wochen zu überleben. In Lübeck traf er durch einen Zufall seinen ehemaligen Obermeister des Kraftfahrzeughandwerks, Hans Dau, aus der Ausbildungszeit in Stettin wieder. Der folgende Anstellungsvertrag, eine Unterkunft und die Schwerstarbeiterlebensmittelkarte besserte die Lebenssituation von Derbitz schnell. Derbitz hatte zu diesem Zeitpunkt ein Jahr lang keinen Kontakt zu seiner Familie. Durch seinen Lehrgesellen Paul Lohse erfuhr er den Aufenthaltsort seiner Oma, seiner Mutter und seiner beiden Schwestern Edith und Inge. Mitte Dezember 1945 erhielt Derbitz auf seinen Brief eine Antwort aus Siemersdorf bei Triebsees. In dem Brief erfuhr Derbitz vom Tod seines Großvaters, der auf der Flucht von Hinterpommern krank geworden war und an einer Lungenentzündung verstarb. Vor Weihnachten, am 18. Dezember 1945, machte sich Derbitz (trotz kritischer Kommentare seiner Kollegen aufgrund der russischen Besatzer) auf den Weg.

### Nachkriegszeit in Triebsees (1945–1948)
Die Reise nach Siemersdorf bei Triebsees war sehr beschwerlich und führte zu Begegnungen mit Rotarmisten, der Besteigung von Güterzügen, Kälte, Hunger und schließlich zur Ankunft am 21. Dezember 1945. Nach Gesprächen mit seinen Angehörigen musste er feststellen, dass noch weitere Flüchtlingsfamilien im Hause waren und leider der Arbeitsmarkt gut bestückt war. Zu dieser Zeit waren Brennholz und Kartoffeln sehr begehrt. Derbitz erhielt in dieser Zeit wieder eine Brille, eine Arbeitsstelle bei einem Schlosser und ein Zimmer. Nach dem Umzug nach Triebsees wurde Derbitz Mitglied der SPD und der antifaschistischen Jugend – aus der dann die FDJ entstand. Auf verschiedenen Tanzveranstaltungen verdiente Derbitz ein Zubrot. Seitens des Arbeitsamtes wurde Derbitz im Juli 1946 Arbeit bei Demontagearbeiten in Karlshagen bei der ehemaligen Peenemünder Raketenversuchsanstalt zugeteilt. Die Eisenbahnschienen, die hier abmontiert wurden, waren Reparationszahlungen an die Sowjetunion. Die schwere körperliche Arbeit, mangelhaftes Essen und Heimweh brachten Derbitz dazu, diese Arbeit abzubrechen. Seine bisherige Arbeit als Schlosser konnte er nicht mehr nachgehen, eine neue Arbeit stand aufgrund der Sanktion des Arbeitsamtes nicht mehr in Aussicht. Derbitz bastelte nun Modelle von Segelschiffen und fertigte Aquarellzeichnungen an. Die Arbeiten konnten in einem ortsansässigen Geschäft im Schaufenster ausgestellt werden. Ende August 1946 kam sein Bruder Heinz aus der Gefangenschaft nach Siemersdorf. Auch ungewöhnliche Arbeiten verrichte Derbitz, so war er zeitweise auch Mitarbeiter der Eiererfassungsstelle. Mit seinem Bruder ging er der Beschäftigung des Holzfällers im Stubbendorfer Wald nach. Trotz der Schwerarbeiter-Lebensmittelkarten wurde Derbitz nach dem sechswöchigen Einsatz als Holzfäller totale Unterernährung und Herzmuskelschwäche diagnostiziert. Zu einem späteren Zeitpunkt war Derbitz auch Vermessungsgehilfe. Derbitz erlebte das Volksbegehren vom 23. Mai bis 13. Juni 1948 und sammelte aktiv hier Unterschriften ein. Derbitz erlebte die Gründung der Bundesrepublik Deutschland am 23. Mai 1949 und die Einführung der neuen Währung aufgrund der Abwertung der Reichsmark.

### Zeit nach der Gründung der BRD und DDR

#### Tätigkeit in der Berufsfeuerwehr Grimmen und Schwerin (1948–1952)
Ende 1948–1952 waren die Mutter, der Stiefvater, die beiden Schwestern und der Bruder von Derbitz nach Grimmen gezogen. Derbitz nahm im November 1948 Arbeit als Schlosser in Loitz auf. Derbitz baute in Grimmen die Berufsfeuerwehr mit auf und wurde zum Brandmeister, 1950 zum Oberbrandmeister und Brandinspektor befördert. Durch eine Bekannte aus Siemersdorf lernt Derbitz im Februar 1949 seine spätere Frau Gisela kennen, im Juli 1950 wurde geheiratet. Derbitz wurde in das Landesbrandschutzamt nach Schwerin versetzt. Kurze Zeit später wurde das Landesbrandschutzamt aufgelöst und in die Volkspolizei eingegliedert. Derbitz Aufgabenbereich konzentrierte sich nun auf den Kulturbereich. 1952 wurde Derbitz Vater seiner Tochter Brigitte. Kurz nach diesem Ereignis musste Derbitz aus der Volkspolizei aufgrund des „Befehl 2“ von Stalin und Beria ausscheiden. Offiziere, die in westlicher Gefangenschaft waren, mussten aus Gründen der sogenannten „Wachsamkeit“ entlassen werden. Derbitz war politisch geschockt.

#### Kulturarbeit (1952–1954)
Nach der Entlassung wurde Derbitz eine Stelle bei der Gewerkschaft für Kultur und Sport angeboten, die er annahm. In dem neuen Bereich konnte Derbitz durch die Aufteilung in Bezirke nach Rostock wechseln. Er wirkte 1954 am ersten Wettbewerb und Festspielen der deutschen Volkskunst im Bezirk Rostock mit. Aufgrund von „persönlichen Differenzen“ entschied sich Derbitz 1954 mit 30 Jahren, zur Neptun Werft zu gehen.
In diese Zeit fällt auch der Volksaufstandes vom 17. Juni 1953, Derbitz schildert in einer NDR-Publikation seine Sicht als Zeitzeuge.

#### Tätigkeit in der Neptun Werft und Studium (1954–1984)

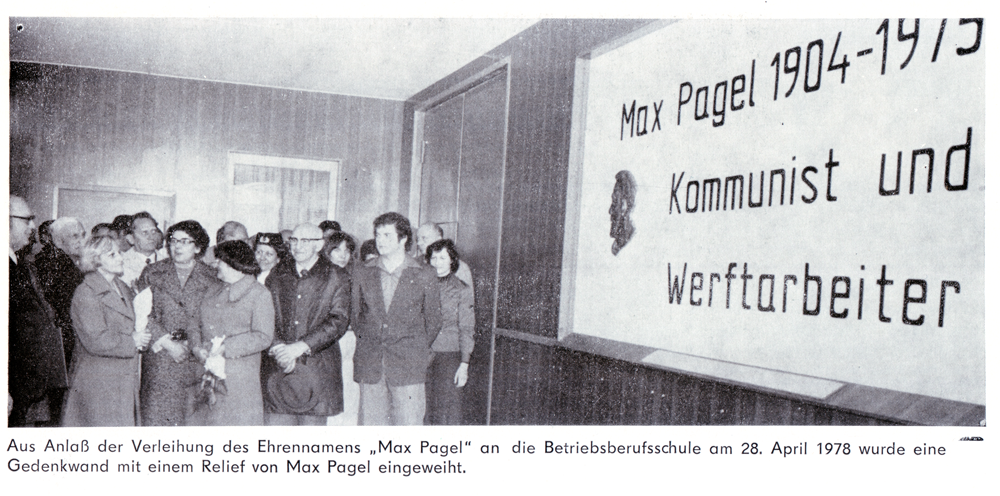
Aus Anlass der Verleihung des Ehrennamens „Max Pagel“ an die Betriebsberufsschule am 28. April 1978 wurde eine Gedenkwand mit einem Relief von Max Pagel eingeweiht.

Derbitz begann trotz der sicheren Arbeit im Kulturbereich in der Bordmontage zu arbeiten. Hier überholte er beispielsweise Dieselmotoren und stellte Hauptmaschinen für Fisch-Trawler auf. Aufgrund der vorherigen Tätigkeit wurde Derbitz Vorsitzender des Klubrates im Kulturhaus der Neptun Werft. Derbitz wurde Assistent des Werftdirektors Oskar Herzig. Herzig regte Derbitz dazu an, ein Studium aufzunehmen. Nach dem vierjährigen Studium als Maschinenbautechniker ergänzte Derbitz seine Ausbildung um ein zweijähriges Studium zum Maschinenbauingenieur – neben der Arbeit. Danach wurde Derbitz als Bauleiter in der Schiffsreparatur eingesetzt. Später wurde er für Schulungen eingesetzt, die Arbeit der Betriebszeitung, des Betriebsfunks und für die gesamte Kulturarbeit. Derbitz studierte dann im Fernstudium noch einmal sechs Jahre, um ein wissenschaftliches Diplom zu erwerben – dabei wurde er durch die erste Erblindung zeitlich eingeschränkt. Am 1. Mai 1969 wurde Derbitz Direktor der Betriebsberufsschule der Neptun Werft und war verantwortlich für „130 Kollegen und Kolleginnen“. Aufgrund der neuen Tätigkeit wurde ihm empfohlen, einen vierten Studienabschluss – pädagogischer Art – anzugehen. Als externer Student konnte er diesen Abschluss an der Universität Rostock erreichen. Derbitz war über einen Zeitraum von 15½ Jahren Berufsschuldirektor, aktiv 14 Jahre und 10 Monate. Im Alltag nahm Derbitz u. a. die Lehrfunktion ein, war Vorsitzender der Prüfungskommission, war für die Lehrerweiterbildung verantwortlich oder kontrollierte die Finanzen. Seine letzte Aktion in dieser Funktion war die Einrichtung eines Traditionskabinetts.
In die Zeit der Tätigkeit bei der Neptun Werft fällt auch der schwere Schicksalsschlag im März 1978: Derbitzs Ehefrau Gisela starb in seinen Armen bei einem Asthmaanfall. Trotz der von Derbitz beschriebenen Depressionen konnte er sich bei dem Bau eines Bungalows im Sommer ablenken. Bei einem Jahresabschlussfest lernte Derbitz die Ökonomin Gertraud Teutloff († 2019) aus dem Internat der Neptun Werft kennen. Ein Jahr später heirateten sie.

#### Erblindungen (1960er Jahre und 1984)
Anfang der 1960er Jahre hatte Derbitz trotz zweier Operationen eine Netzhautablösung auf dem linken Auge zu beklagen. 1984 sah er – einen Tag vor der Durchführung zur Einrichtung des Traditionskabinetts – eine gelblich-rote Scheibe vor dem verbliebenen rechten Auge. Es folgte eine Operation, die allerdings aufgrund von Fehlern trotzdem zur Erblindung führte. Es folgte der Besuch der Blindenschule in Neukloster zur Elementarrehabilitation. Als wissenschaftlicher Mitarbeiter war Derbitz noch bis 1991 tätig.

#### Ehrenamtliche Tätigkeit (ab 1985)
Derbitz engagierte sich von 1985 bis 1997 im Blinden- und Sehbehinderten-Verein Mecklenburg-Vorpommern e.V. Am 26. Juni 1985 wurde Derbitz zum Kreisvorsitzenden Rostock Stadt und Land gewählt. Hier wurde er auch Ehrenmitglied. Aufgrund des „außerordentlichen Engagements im Blinden- und Sehschwachenverband der DDR“ (Kreisverband Rostock) wurde Derbitz am 1. Mai 1987 in das Ehrenbuch der Stadt Rostock eingetragen. Er war auch Mitglied im CB-Funker-Verein, im Angelverein und in der Vereinigung der Senioren der ehemaligen Neptun Werft.

#### Verein „Wald- und Gartenstudio e.V.“
Derbitz gründete den Verein „Wald- und Gartenstudio e.V.“. Inspiration hier war der Besuch eines Bremer Projektes. Unterstützt wurde der Verein von Ornithologen, Biologen, Botanikern, Mitarbeitern des Naturschutzes, der Grünen Liga und einigen Lehrern.

## Umgang mit den Kriegserlebnissen
Derbitz reflektiert in seiner Autobiografie die Geschehnisse damit, dass er „auf Ehre und Gewissen während des ganzen Krieges auf keinen einzigen Menschen geschossen“ habe. Er fühlte sich dennoch „schon damals mitverantwortlich für das, was im Namen des Deutschen Volkes geschah“. Zudem habe er sich in der Zeit in Lübeck darauf besonnen, sich zum überzeugten Antifaschisten entwickelt zu haben. Eine Passage in seiner Autobiografie lässt offen, ob seiner Mutter als Heimatvertriebene etwas angetan wurde.

## Schriftsteller und Autor
Derbitz verfasste bereits seit den 1950er Jahren Publikationen, z. B. in Form von Broschüren. Seit 1990 begann Derbitz als Schriftsteller für Literaturformen der Belletristik zu verfassen. Es folgten Erzählungen und eine Autobiografie. Seine Werken wurden u. a. auch bei der Rostocker Straßenzeitung Strohhalm ab 2003 regelmäßig abgedruckt. In den Hörzeitschriften Kultur und Freizeit sowie dem Hörmagazin wurden Krimis von Kommissar Krüger, den Angelgeschichten und verschiedene Gedichte von 1999–2012 veröffentlicht.

## Werke

### Veröffentlichte Werke
- FDGB (Hrsg.): Festbroschüre zu den Wettbewerben und Festspielen der deutschen Volkskunst im Bezirk Rostock. Volksdruckerei Greifswald, 1954.
- Zur ideologischen Arbeit der FDJ. Wissenschaftliche Zeitschrift der Universität Rostock (6/7), 1970, S. 533–534[35].
- Sein Leben und Kampf für uns Verpflichtung: Max Pagel Werftarbeiter und Kommunist. BBS „Max Pagel“ d. VEB Schiffswerft „Neptun“, Rostock 1984[36].
- Beiträge in der Hörzeitschrift „Kultur und Freizeit“ (1999–2012), DZB-Verlag, Leipzig[37][38]
- Beiträge in der Hörzeitschrift „Hörmagazin“ (1999–2003), DZB-Verlag, Leipzig[39][40]
- Teures Wildbret. In: T. Roediger (Hrsg.), Treffpunkt Schreiben. Anthologie: Lesearten des Lebens (Literareon, S. 52–54). Utz, München 2002.
- Nachkriegszeit. Ingo Koch Verlag, Rostock 2003.
- Kommissar Krüger ermittelt. 33 Kurz-Krimis; mögliche Episoden aus dem Leben eines Kriminalisten unserer Zeit (Orig.-Ausg., Erstdr., 1. Aufl.). Schardt, Oldenburg 2004.
- Sabotage. In: Tatort Wismar. (Kriminal)geschichten (Schreibwerkstatt, S. 123–128). Büro + Service Rostock, Rostock 2004.
- Der Grüne Planet – Eine utopisch-technische und abenteuerliche Erzählung. Books on Demand, Norderstedt 2017.

### Unveröffentlichte Werke (Auswahl)
- Sechs Freunde und zwei grüne Planeten. Rostock 1996.
- Die geheimnisvollen Steine. Rostock 1996.
- Drei Maate. Rostock 2000.
- Kleines astronomisches Taschenbuch. Rostock 2001.
- Warum ich meine Gesinnung wechselte und zum Antifaschisten wurde. Rostock 2002.
- Die Brüder Brückner. Rostock 2002.
- Das Geheimnis des napoleonischen Hauptmanns. Rostock 2002.
- Ein Fall für Zwei. Rostock 2002.

## Ehrungen und Preisverleihungen
- Verdienstmedaille der DDR – 1974
- Abzeichen für gutes Wissen – Bronze
- Kollektiv der sozialistischen Arbeit (4×)
- Artur-Becker-Medaille – Silber
- Ernst-Schneller-Medaille – Gold
- Pestalozzi-Medaille für treue Dienste – Silber, 2× Bronze
- Hermann-Duncker-Medaille
- Verdienstmedaille der Nationalen Volksarmee – Bronze
- Abzeichen „Für hohe Leistungen zu Ehren der DDR“
- Leistungsabzeichen des DRK „Bereit zur medizinischen Sicherung der Landesverteidigung“
- Ehrennadel für Verdienste in der sozialistischen Wehrerziehung
- Treue Dienste Seeverkehrswirtschaft
- Dr.-Theodor-Neubauer-Medaille
- Medaille für ausgezeichnete Leistungen (Vierte Form)
- Auszeichnungen des Berufswettbewerbs
- Abzeichen zum 30. Jahrestag der NVA
- Ernst Schneller Medaille
- Ehrennadel der Urania
- Ehrenmedaille des Blinden und Sehschwachenverbandes der DDR – Bronze
- Ernennung zum Ehrenmitglied des Blinden- und Sehbehinderten-Verein Mecklenburg-Vorpommern e.V.
- DDR Medaille FDJ 20 Jahre Pioniertaten 1949–1969
- Urkunde vom Deutschen Volksrat für die Beteiligung am Volksbegehren 1948
- Ehrenbuch der Stadt Rostock[28]